# International Women's Open 1981
L'International Women's Open 1981 è stato un torneo di tennis giocato sull'erba. 
È stata la 7ª edizione del torneo di Eastbourne, che fa parte del WTA Tour 1981. 
Si è giocato a Eastbourne in Inghilterra, dal 15 al 21 giugno 1981.

## Campionesse

### Singolare
Tracy Austin ha battuto in finale  Andrea Jaeger con il punteggio di 6–3, 6–4

### Doppio
Martina Navrátilová /  Pam Shriver hanno battuto in finale  Kathy Jordan /  Anne Smith con il punteggio di 6–7, 6–2, 6–1